# Альберт Анастазия
Альберт Анастазия (итал. Albert Anastasia; 26 сентября 1902 или 26 февраля 1902, Тропея, Калабрия — 25 октября 1957, Park Central Hotel, Нью-Йорк), настоящее имя — Умберто Анастазио (итал. Umberto Anastasio) — босс семьи Гамбино  (1951—1957), одной из пяти влиятельных семей мафии, «контролирующих» Нью-Йорк. Имел прозвище «Безумный шляпник». Был членом преступной организации Корпорация убийств, также известной как «Парни Браунсвилля», занимающейся заказными убийствами.

## Биография
Альберт Анастазия родился 26 сентября 1902 года в итальянском городе Тропеа (Калабрия). Его родителями были Раффаэло Анастасио (1869—1920) и Луиза Номина де Филиппи (1885—1925). Фамилия была «Анастасио», но Альберт начал использовать «Анастазия» в 1921 году.
Рафаэлло Анастасио был железнодорожником, умер после Первой мировой войны, оставив после себя девятерых сыновей и трёх дочерей.
В 1919 году Анастазия и трое его братьев прибыли в Нью-Йорк на грузовом судне. Дезертировав с корабля, братья незаконно въехали в Соединенные Штаты и начали работать грузчиками на Бруклинской набережной.
17 марта 1921 года Анастазия был признан виновным в убийстве грузчика Джорджа Турине в рeзультате ссоры, был приговорен к смерти и отправлен в государственную тюрьму Синг-Синг в ожидании казни. Однако из-за юридических формальностей приговор был отменен и дело направлено на новое рассмотрение в 1922 году. Так как ни один из четырёх ранее допрошенных свидетелей не смог предстать перед судом, Анастазия был освобожден из-под стражи в 1922 году.
6 июня 1923 года Анастазия был признан виновным в незаконном хранении огнестрельного оружия и приговорен к двум годам тюрьмы.
В годы Второй мировой войны служил в армии США в звании техник-сержанта и обучал солдат на грузчиков в Форте Индиантаун-Гэп. В 1943 году получил гражданство США в благодарность за службу, а в 1944 году уволился из армии.
По приказу Вито Дженовезе Анастазия был застрелен в парикмахерской 25 октября 1957 года.

## В массовой культуре
- Образ Альберто Анастазио был дан одному из героев — Дон Альберто Клементе (Don Alberto Clemente) — в чешской игре Mafia 2
- Фигурирует в романе «Экспансия III» советского писателя Юлиана Семёнова.
- Эпизодический персонаж фильм 2019 года «Ирландец». В роли Анастазии — Гэрри Пасторе
- Эпизодический персонаж фильм 2019 года «Город банд». В роли Анастазии — Гарри Пасторе.